# 沙莫欽

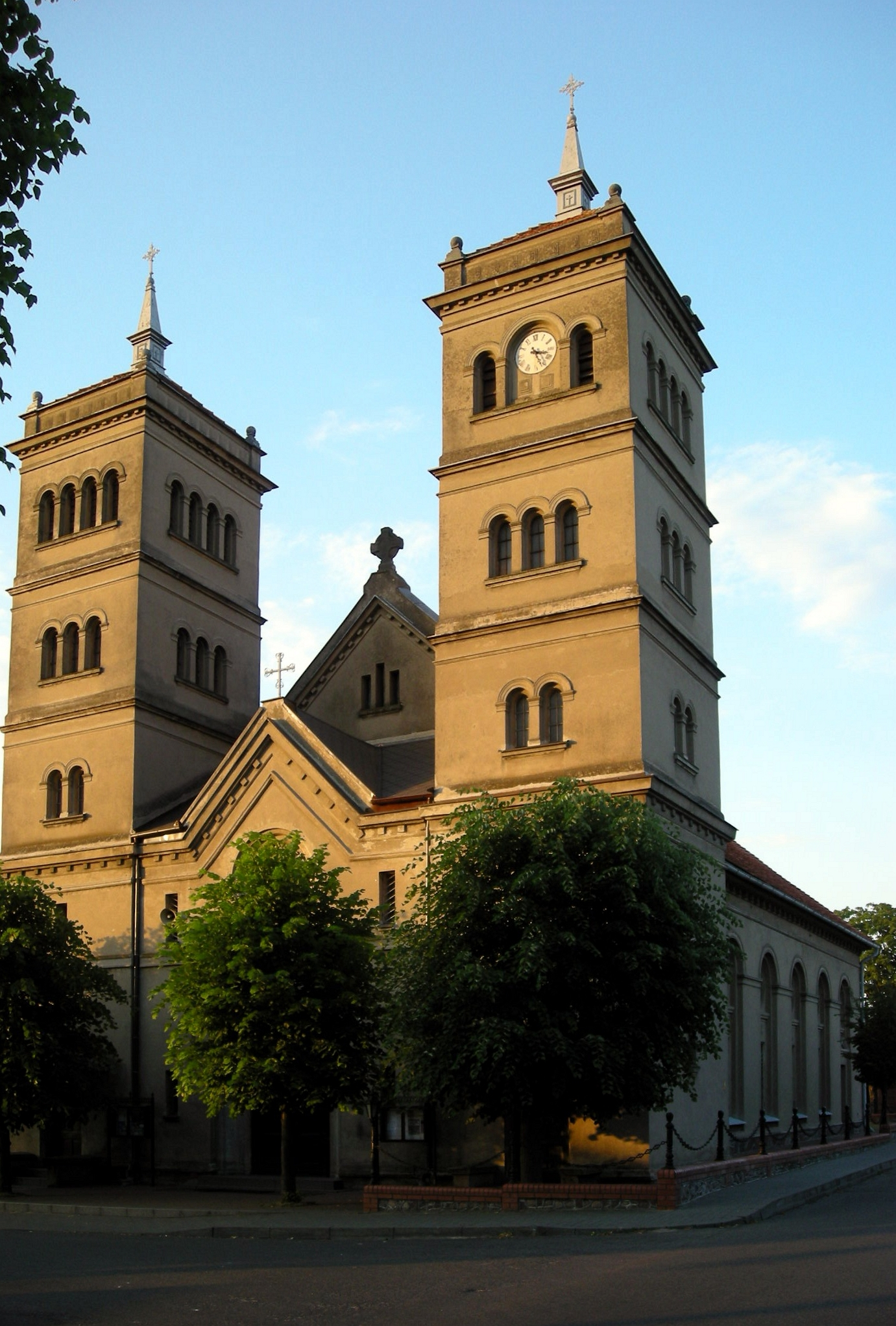

沙莫欽是波蘭的城鎮，位於該國西北部，由大波蘭省負責管轄，始建於十四世紀，面積4.67平方公里，2006年人口4,267。第二次世界大戰期間，納粹德國在1939年至1945年佔領該鎮。

## 外部連結
- https://web.archive.org/web/20080111035809/http://www.szamocin.umig.gov.pl/

53°01′N 17°07′E / 53.017°N 17.117°E